# Lekkoatletyka na Letnich Igrzyskach Olimpijskich 1968 – bieg na 400 m przez płotki mężczyzn
Bieg na 400 metrów przez płotki mężczyzn podczas XIX Letnich Igrzysk Olimpijskich w Meksyku rozegrano 13 (eliminacje), 14 (półfinały) i 15 października 1968 (finał) na Estadio Olímpico Universitario. Zwycięzcą został reprezentant Wielkiej Brytanii David Hemery, który w finale ustanowił rekord świata z wynikiem 48,1 s, poprawiając dotychczasowy o 0,7 sekundy.

## Rekordy

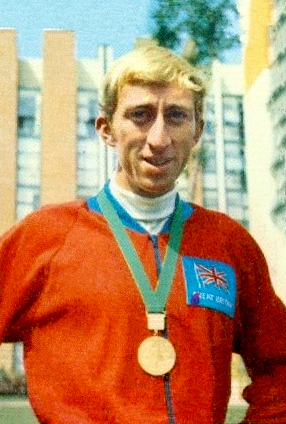
David Hemery

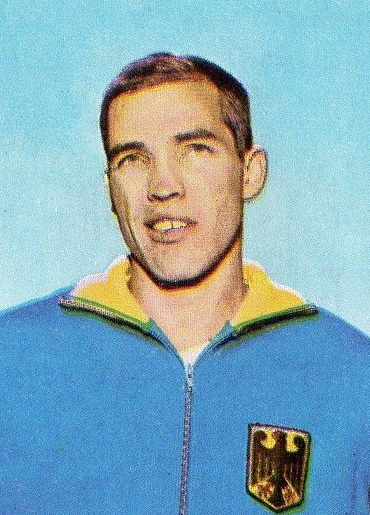
Gerhard Hennige

|                   | zawodnik          | narodowość        | czas | data                  | miejsce     |
| ----------------- | ----------------- | ----------------- | ---- | --------------------- | ----------- |
| Rekord świata     | Geoff Vanderstock | Stany Zjednoczone | 48,8 | 11 września 1968(dts) | Echo Summit |
| Rekord olimpijski | Glenn Davis       | Stany Zjednoczone | 49,3 | 2 września 1960(dts)  | Rzym        |

## Wyniki
| Poz. - pozycja |
| – rekord świata \| – rekord krajowy \| – rekord życiowy \| = – wyrównany rekord życiowy \| · – najlepszy wynik w sezonie \| = – wyrównany najlepszy wynik w sezonie \| – rekord olimpijski |
| Fn – falstart \| DNF – nie ukończył \| DNS – nie wystartował \| DSQ – zdyskwalifikowany |

### Eliminacje
Rozegrano cztery biegi eliminacyjne. Do półfinałów awansowało po czterech najlepszych zawodników z każdego biegu (Q).

#### Bieg 1
| Poz. | Zawodnik               | Narodowość        | Rezultat | Uwagi |
| ---- | ---------------------- | ----------------- | -------- | ----- |
| 1    | Gerhard Hennige        | RFN               | 49,5     | Q,    |
| 2    | Geoff Vanderstock      | Stany Zjednoczone | 50,6     | Q     |
| 3    | Wiaczesław Skomorochow | ZSRR              | 50,7     | Q     |
| 4    | Víctor Maldonado       | Wenezuela         | 51,4     | Q     |
| 5    | Kiyoo Yui              | Japonia           | 51,5     |       |
| 6    | Bob McLaren            | Kanada            | 51,8     |       |
| 7    | Miguel Olivera         | Kuba              | 51,9     |       |
| 8    | Mohamed Asswai Khalifa | Libia             | 54,3     |       |

#### Bieg 2
| Poz. | Zawodnik           | Narodowość      | Rezultat | Uwagi |
| ---- | ------------------ | --------------- | -------- | ----- |
| 1    | Juan Carlos Dyrzka | Argentyna       | 49,8     | Q     |
| 2    | Roger Johnson      | Nowa Zelandia   | 51,3     | Q     |
| 3    | John Cooper        | Wielka Brytania | 51,4     | Q     |
| 4    | Mamadou Sarr       | Senegal         | 51,5     | Q     |
| 5    | Wes Brooker        | Kanada          | 51,6     |       |
| 6    | William Quaye      | Ghana           | 55,6     |       |

#### Bieg 3
| Poz. | Zawodnik              | Narodowość        | Rezultat | Uwagi |
| ---- | --------------------- | ----------------- | -------- | ----- |
| 1    | Ron Whitney           | Stany Zjednoczone | 49,0     | Q,    |
| 2    | Rainer Schubert       | RFN               | 49,1     | Q,    |
| 3    | Gary Knoke            | Australia         | 49,8     | Q     |
| 4    | John Sherwood         | Wielka Brytania   | 50,2     | Q     |
| 5    | Wilhelm Weistand      | Polska            | 50,7     |       |
| 6    | Wilfried Geeroms      | Belgia            | 51,2     |       |
| 7    | Juan Santiago Gordón  | Chile             | 52,4     |       |
| 8    | Zambrose Abdul Rahman | Malezja           | 53,2     |       |

#### Bieg 4
| Poz. | Zawodnik          | Narodowość      | Rezultat | Uwagi |
| ---- | ----------------- | --------------- | -------- | ----- |
| 1    | Roberto Frinolli  | Włochy          | 49,9     | Q     |
| 2    | David Hemery      | Wielka Brytania | 50,3     | Q     |
| 3    | Robert Poirier    | Francja         | 50,5     | Q     |
| 4    | Jaakko Tuominen   | Finlandia       | 50,6     | Q     |
| 5    | Kimaru Songok     | Kenia           | 50,6     |       |
| 6    | Alejandro Sánchez | Meksyk          | 51,0     |       |
| 7    | Juan García       | Kuba            | 51,8     |       |
| 8    | Jeorjos Birmbilis | Grecja          | 52,6     |       |

### Półfinały
Rozegrano dwa biegi półfinałowe. Do finału awansowało po czterech najlepszych zawodników z każdego biegu (Q).

#### Bieg 1
| Poz. | Zawodnik           | Narodowość        | Rezultat | Uwagi |
| ---- | ------------------ | ----------------- | -------- | ----- |
| 1    | Roberto Frinolli   | Włochy            | 49,2     | Q, =  |
| 2    | Geoff Vanderstock  | Stany Zjednoczone | 49,2     | Q     |
| 3    | John Sherwood      | Wielka Brytania   | 49,3     | Q,    |
| 4    | Rainer Schubert    | RFN               | 49,3     | Q     |
| 5    | Juan Carlos Dyrzka | Argentyna         | 49,8     |       |
| 6    | Jaakko Tuominen    | Finlandia         | 50,8     |       |
| 7    | John Cooper        | Wielka Brytania   | 50,8     |       |
| 8    | Víctor Maldonado   | Wenezuela         | 52,2     |       |

#### Bieg 2
| Poz. | Zawodnik               | Narodowość        | Rezultat | Uwagi |
| ---- | ---------------------- | ----------------- | -------- | ----- |
| 1    | Gerhard Hennige        | RFN               | 49,1     | Q, =  |
| 2    | Ron Whitney            | Stany Zjednoczone | 49,2     | Q     |
| 3    | David Hemery           | Wielka Brytania   | 49,3     | Q, =  |
| 4    | Wiaczesław Skomorochow | ZSRR              | 49,6     | Q     |
| 5    | Gary Knoke             | Australia         | 49,6     | [ 5 ] |
| 6    | Robert Poirier         | Francja           | 51,2     |       |
| 7    | Roger Johnson          | Nowa Zelandia     | 51,8     |       |
| 8    | Mamadou Sarr           | Senegal           | 52,1     |       |

### Finał
| Poz. | Zawodnik               | Narodowość        | Rezultat | Uwagi |
| ---- | ---------------------- | ----------------- | -------- | ----- |
| 1    | David Hemery           | Wielka Brytania   | 48,1     | [ 1 ] |
| 2    | Gerhard Hennige        | RFN               | 49,0     | [ 3 ] |
| 3    | John Sherwood          | Wielka Brytania   | 49,0     |       |
| 4    | Geoff Vanderstock      | Stany Zjednoczone | 49,0     |       |
| 5    | Wiaczesław Skomorochow | ZSRR              | 49,1     | [ 6 ] |
| 6    | Ron Whitney            | Stany Zjednoczone | 49,2     |       |
| 7    | Rainer Schubert        | RFN               | 49,2     |       |
| 8    | Roberto Frinolli       | Włochy            | 50,1     |       |